# Mortalidad infantil

Tasas de mortalidad infantil en el mundo en 2009.
Las tasas de mortalidad infantil en los distintos países se han reducido en los últimos decenios y han sido una de las claves para el aumento de la esperanza de vida y la eficiencia reproductiva.

La mortalidad infantil es el indicador demográfico que señala el número de defunciones de niños en una población de cada mil nacimientos vivos registrados, durante el primer año de su vida.

## Mortalidad infantil en el primer año

Mortalidad infantil en países de Europa, 2007

La consideración del primer año de vida para establecer el indicador de  mortalidad infantil se debe a que el primer año de vida es el más crítico en la supervivencia del ser humano: cuando se sobrepasa el primer cumpleaños, las probabilidades de supervivencia aumentan drásticamente. Se trata de un indicador relacionado directamente con los niveles de pobreza y de calidad de la sanidad gratuita (a mayor pobreza o menor calidad sanitaria, mayor índice de mortalidad infantil) y constituye el objeto de uno de los 8 Objetivos del Milenio de las Naciones Unidas.
La necesidad de enfocarse en la infancia y la niñez es indispensable, dada la creciente evidencia científica en Salud del Desarrollo que sugiere que los primeros años de desarrollo juegan un papel fundamental para generar y mantener las inequidades socioeconómicas en salud en la vida adulta.

La mortalidad en la infancia ha estado disminuyendo de manera sistemática en todos los países del mundo, y muy marcadamente durante los últimos cincuenta años. Claro que este descenso no ha sido parejo ni tuvo por qué serlo. Si se toma un punto de partida y una tecnología médica dados, a los países o regiones que comienzan con un nivel más elevado de mortalidad les será menos complicado y costoso reducirlo. Opera para este fenómeno la
ley de los rendimientos marginales decrecientes.
Cid, J. C. y Paz, J. A., Diferencias sociales de riesgo de muerte en la infancia, 2007

En los últimos decenios, las innovaciones de la medicina, los progresos en la atención básica de salud y las políticas sociales favorables han producido grandes aumentos de la esperanza de vida y marcados descensos de la mortalidad infantil.
Kofi A. Annan, Nosotros los pueblos, 2000

Sin embargo, las desigualdades son tan amplias en las distintas regiones del planeta, que ello ha llevado a las Naciones Unidas a incluir como uno de los ocho Objetivos del Milenio la reducción de la mortalidad infantil (en niños de 5 años o menos) en dos terceras partes entre 1990 y 2015.
En 2003, los países con menor mortalidad infantil del mundo eran Noruega e Islandia, con 3 por cada 1000 para los niños menores de 1 año, y 4 por cada 1000 para los niños menores de 5 años, respectivamente. En América Latina, Cuba posee la tasa más baja del orden con 4.0 muertes en niños menores de 1 año y 4.7 en niños menores de 5 años por cada 1000 nacidos vivos (2017), siguiéndole Chile, con una tasa de 6,9 por cada 1000 (2017).
Cada año, dos millones de recién nacidos fallecen en su primer día de vida. Los 20 países con peores tasas de mortalidad infantil pertenecen todos al África, siendo Níger el que registra la peor del mundo con 154 y 262 ‰ respectivamente. En América Latina es Haití el país con los peores índices (76 y 118), y en Asia es Yemen (82 y 113).

## Mortalidad intrauterina e infantil (terminología)
Según la duración del embarazo y el momento de la muerte la mortalidad se denomina:
- Aborto (aborto inducido con medicamentos, quirúgico, terapéutico y espontáneo): hasta las 14 semanas de embarazo.
- Muerte fetal: cuando la edad gestacional es superior a 22 semanas (mortinato).
- Muerte perinatal: desde las 28 semanas de embarazo hasta la primera semana de vida (7 días).[13]
- Mortalidad neonatal o mortalidad de recién nacidos: desde el nacimiento hasta los 28 días.
- Mortalidad infantil: durante el primer año de vida.
- Mortalidad en la niñez: durante los primeros cinco años de vida.[14]

## Tasa de mortalidad de recién nacidos o de neonatos
La tasa de mortalidad neonatal o tasa de mortalidad de recién nacidos es el número de recién nacidos que mueren antes de alcanzar los 28 días de edad, por cada 1000 nacidos vivos en un año determinado.
La tasa de mortalidad neonatal se incrementa en un 50 % en el caso de embarazos adolescentes.